# Erik A. Nielsen
Erik Aksel Nielsen (født 20. maj 1941 på Frederiksberg) er en dansk litteraturhistoriker. I 1959 blev han student fra Gl. Hellerup Gymnasium, i 1969 kandidat med dansk hovedfag og tysk bifag, og i 1985 blev han dr.phil. med disputatsen Holbergs komik. I 2012 blev han desuden dr.philos. fra det teologiske fakultet ved Universitetet i Oslo. Indtil 2011 var han professor i litteratur ved Københavns Universitet.
Erik A. Nielsen er gift med præsten og politikeren Margrete Auken og far til programchef i Danmission Kirsten Auken, folketingsmedlem Ida Auken og litteraturforskeren Sune Auken.
Fra 2009 til 2013 udgav han trilogien BILLED-SPROG bestående af Kristendommens retorik (2009), Thomas Kingo. Barok, enevælde, kristendom (2010) og H.A. Brorson - pietisme, meditation, erotik (2013).

## Hædersbevisninger
- 1993: Holberg-medaljen
- 2009: Georg Brandes-Prisen
- 2011: Dansk Litteraturpris for Mænd
- 2016: Gad Rausings pris för framstående humanistisk forskargärning
- Hermers pris fra Københavns Universitet
- Selskabet til de skønne og nyttige Videnskabers Forfremmelses pris fra Det Danske Akademi[5]